# 제임스 프랭코
제임스 프랭코(James Franco, 1978년 4월 19일 ~ )는 미국의 배우이다. 드라마 프릭스 앤 긱스로 데뷔했다. 골든 글로브상을 수상하기도 했다.

## 생애
아버지는 포르투갈과 스웨덴인의 혼혈이고 어머니는 유대계 러시아인이다.
제임스 프랭코는 늘 영화 촬영과 학업을 병행해왔다. 2008년에 캘리포니아 대학교 로스앤젤레스(UCLA)를 영문학 전공으로 졸업한 후 2010년에 컬럼비아 대학교에서 창작문학 석사 과정을 마치고 2011년에는 뉴욕 대학교(NYU)에서 강의를 하며 영화 촬영을 했다. UCLA에서도 스크린 플레이/영어 강의를 맡았었다. 현재는 예일 대학교에서 영문학 박사 과정에 있다.

## 작품 목록

### 영화 출연
- 25살의 키스 (1999)
- 친구의 친구를 사랑했네 (2000)
- 스파이더맨 (2002)
- 듀스 와일드 (2002)
- 시티 바이 더 씨 (2002)
- 더 컴퍼니 (2003)
- 스파이더맨 2 (2004)
- 그레이트 레이드 (2005)
- 트리스탄과 이졸데 (2006)
- 아나폴리스 (2006)
- 위커맨 (2006)
- 라파예트 (2006)
- 데드 걸 (2006)
- 로맨틱 홀리데이 (2006)
- 아메리칸 크라임 (2007)
- 인터뷰 (2007)
- 사고친 후에 (2007)
- 스파이더맨 3 (2007)
- 엘라의 계곡 (2007)
- 파인애플 익스프레스 (2008)
- 나이트 인 로댄스 (2008)
- 밀크 (2008)
- 하울 (2010)
- 브로큰 데이트 (2010)
- 먹고 기도하고 사랑하라 (2010)
- 127 시간 (2010)
- 그린 호넷 (2011)
- 유어 하이니스 (2011)
- 혹성탈출: 진화의 시작 (2011)
- 어바웃 체리 (2012)
- 아이스맨 (2012)
- 스프링 브레이커스 (2012)
- 러브레이스 (2013)
- 오즈 그레이트 앤드 파워풀 (2013)
- 위험한 유혹 (2013) - 감독 겸임
- 디스 이즈 디 엔드 (2013)
- 팔로 알토 (2013)
- 써드 퍼슨 (2013)
- 홈프론트: 가족을 지켜라 (2013)
- 베로니카 마스 (2014)
- 혹성탈출: 반격의 서막 (2014)
- 언셀러 (2014)
- 디 인터뷰 (2014) - 제작 겸임
- 트루 스토리 (2015)
- 아이 앰 마이클 (2015) - 제작 겸임
- 퀸 오브 데저트 (2015)
- 에브리띵 윌 비 파인 (2015)
- 애더럴 다이어리 (2015) - 제작 겸임
- 어린 왕자 (2015)
- 더 나이트 비포 (2015)
- 소시지 파티 (2016)
- 킹 코브라 (2016) - 제작 겸임
- 승부 없는 싸움 (2016)
- 와이 힘? (2016) - 제작 겸임
- 더 디제스터 아티스트 (2017)
- 에이리언: 커버넌트 (2017)
- 퓨쳐 월드 (2018) - 워로드 역 (감독 겸임)
- 킨: 더 비기닝 (2018) - 테일러 역
- 카우보이의 노래 (2018)
- 제로빌 (2019) - 감독 겸임
- 아틱 저스티스: 썬더 스쿼드 (2019) - 목소리
- 나야 레전드 오브 골든 돌핀 (2019) - 목소리

### 영화 연출
- 유인원 인간 (2005)
- 부라더 2018 (2007)
- 새터데이 나이트 (2010)
- 브로큰 타워 (2011)
- 살 (2011)
- 인테리어. 레더 바. (2013)
- 위험한 유혹 (2013) - 주연 겸임
- 차일드 오브 갓 (2013)
- 더 사운드 앤 더 퓨리 (2014)
- 승부 없는 싸움 (2016) - 주연 겸임
- 은밀한 교육의 비밀 (2017)
- 더 디제스터 아티스트 (2017) - 주연 겸임
- 퓨쳐 월드 (2018) - 주연 겸임
- 프리텐더스 (2018) - 조연 겸임
- 제로빌 (2019) - 주연 겸임
- 더 롱 홈 (개봉 미정)

### 텔레비전 출연
- 프릭스 앤 긱스 (1999-2000)
- 프로파일러 (1999)
- 엑스파일 (2001)
- 새터데이 나이트 라이브 (2008, 2009, 2014, 2017)
- 제너럴 호스피털 (2009-12)
- 30 ROCK (2010)
- 민디 프로젝트 (2012)
- 앤지 트리베카 (2016)
- 11.22.63 (2016)
- The Deuce (2017-19) - 제작 겸임

## 수상 경력
- 2002년 제59회 골든글로브시상식 TV영화/미니시리즈부문 남우주연상
- 2002년 제7회 크리틱스초이스 TV영화부문 남우주연상
- 2008년 제12회 헐리우드국제영화제 가장주목받을만한 배우상
- 2009년 제24회 인디펜던트스피릿어워즈 남우조연상
- 2010년 인디애나기자비평가협회상 남우주연상
- 2010년 달라스-포트워스 비평가협회상 남우주연상
- 2010년 뉴욕온라인비평가협회상 남우주연상
- 2010년 St.루이스 게이트웨이 비평가협회상 최고의 장면상
- 2010년 유타비평가협회상 남우주연상
- 2010년 골든시모이어워즈 올해의 셀러브리티상
- 2011년 제26회 산타바바라국제영화제 아웃스탠딩 퍼포머상
- 2011년 라스베가스비평가협회상 남우주연상
- 2011년 센트럴오하이오비평가협회상 남우주연상
- 2011년 제26회 인디펜던트스피릿어워즈 남우주연상
- 2013년 게이&레즈비언 엔터테인먼트 비평가협회상 올해의 와일드 아티스트상
- 2013년 빌리지 보이스 필름 폴 어워즈 남우조연상
- 2013년 샌프란시스코비평가협회상 남우조연상
- 2013년 제39회 LA비평가협회상 남우조연상
- 2014년 제48회 전미비평가협회상 남우조연상
- 2014년 인터네셔널 사인필리 소셜티 어워즈 남우조연상
- 2014년 센트러오하이오비평가협회상 남우조연상
- 2014년 인터네셔널온라인시네마어워즈 남우조연상
- 2014년 여성영화비평가협회상 코미디부문 남우주연상
- 2014년 클로루디스영화제 각본상
- 2014년 제71회 베니스국제영화제 예거 르쿨투르 감독상
- 2015년 필름 아웃 샌디에고 어워즈 남우주연상